# Burni Bebejen
Burni Bebejen är ett berg i Indonesien.   Det ligger i provinsen Aceh, i den västra delen av landet, 1 600 km nordväst om huvudstaden Jakarta. Toppen på Burni Bebejen är 1 700 meter över havet, eller 126 meter över den omgivande terrängen. Bredden vid basen är 1,6 km.
Terrängen runt Burni Bebejen är kuperad norrut, men söderut är den bergig.Runt Burni Bebejen är det mycket glesbefolkat, med 5 invånare per kvadratkilometer. I omgivningarna runt Burni Bebejen växer i huvudsak städsegrön lövskog.